# Tshaphu Dorji
Tshaphu Dorji ou também Tshaphu Dorji Namgyel foi um Desi Druk do reino do Butão, reinou apenas um ano, 1815, tendo sido o 30.º na ordem de sucessão na coroa. Foi antecedido no trono por Yeshey Gyaltshen, tendo-lhe seguido Sonam Drugyal